# LGBT迫害
LGBT迫害，即對同性戀、雙性戀與跨性別人士的迫害（英語：Persecution of lesbians, gays, bisexuals, and transgenders），指一个人因为是或被认为是同性恋、雙性戀或跨性別人士而受到政府、團體或個人的迫害。針對被攻擊的對象，英文中又有對男同性戀的攻擊（gay-bashing）、對女同性戀的攻擊（dyke-bashing）、對跨性別人士的攻擊（trans-bashing）、對酷兒的攻擊（queer-bashing），或者簡單的攻擊（bashing）等說法。法律界和媒體界往往以仇恨犯罪、仇恨暴力稱之。
打壓的現象可在當事人十分幼小時就發生。在今日大部分社會裡，當兒童表現出單純性別不一致性（gender nonconformity）的行為，就會遭到父母師長的惡言批判或不合理的責罰，進而引發同儕的欺凌。這些兒童通常被冠上俗稱的娘娘腔和男人婆等稱號，而娘娘腔受害的情形往往比男人婆嚴重甚多。成年人的打壓行為往往是出自其成年前所接觸來自自身或他人的欺凌經驗；因為這個緣故，一些單純在外表、言行或個性上顯得斯文的男性──無關其性傾向──甚至也會遭到攻擊。
女性主義學者的觀點認為，LGBT迫害與性別歧視一樣，源自於純粹男性群集中始終盛行的霸權陽剛特質（hegemonic masculinity）。這種特質不僅鼓勵男性直接歧視女性，更強烈鼓勵男性掃除個人與群集內的女性素質，因而促成了對男同性戀者的恐懼與憎恨、進而演化成暴行。
在一些國家或社會狀態中，霸權陽剛特質、父權思想或性別刻板印象與當地盛行信仰、命理學或政治意識形態（如麥卡錫主義）緊密結合，助長了地方文化將打壓合理化的可能性（不論法律是否懲戒）。

## 政府
納粹德國
- 納粹德國對同性戀的迫害及屠殺

美國
- 北卡羅來納州政府-要求跨性別族群根據出生證明上的性別使用公廁[1]

立陶宛
- 禁止性別重置手術，指出性別重置手術很具爭議，基於一些心理因素社會還不能接受這事。普遍的人認為性別是受孕的那一刻通過遺傳決定的，如果容許進行性別重置手術會引發醫學和倫理上的問題。「批評同性戀行為」的言論不被視為憎恨言語。條款列明：有關性別身份認同、性行為、性犯罪或性信念的批評，或遊說改變性別身份認同、性行為、性犯罪或性信念的做法，不被定性為騷擾、詆毀、煽動仇恨或煽動歧視的行為。

針對壓制抗議活動，尤其是同志遊行。其中一項法案要求公眾活動主辦人承擔「公開詆毀憲法的道德價值觀」的行政費用和罰款，罰款最高可達1,800歐羅。另一項法案要求公眾活動主辦人負責一切與確保公眾安全和秩序有關的費用。
俄罗斯
- 变性者和跨性别者无资格获取驾驶执照。政府表示，由于俄罗斯交通事故过多，这样做是为了加强驾驶者的医疗控制。[3]

新加坡
2017年，新加坡粉丝团LGBT权利集会只允许新加坡公民和永久居民因为法律变更而参加今年的活动。
馬來西亞
- 2017年6月，馬來西亞衛生部公開在網站上舉辦影片競賽，徵求如何「預防」同性戀和跨性別的影片。[5]
- 2018年，計劃今年巡迴世界演唱的香港歌手何韻詩，原定今年4月14日在馬來西亞吉隆坡舉行演唱會。何韻詩今日在其facebook專頁表示，前日收到官方電話通知，不獲批在當地演出的工作證。[6]

中國
- 2017年11月15日，國際非營利組織「人權觀察」（Human Rights Watch）15日公布觀察報告「你有想過你父母的幸福嗎？中國對LGBT人士的性傾向轉變療法」（Conversion Therapy Against LGBT People in China），指出中國政府應禁止公立醫院和私人診所提供性傾向轉變療法。[7]
- 2018年5月17日，5月17日是「國際不再恐同日」，下午有中國網民到北京798藝術區派送彩虹徽章聲援時，卻遭保安驅趕，其名兩名女子更被踢倒在地[8]
- 2018年4月將於四月舉行的北京國際電影節，臨時抽起了奧斯卡得獎同志片《以你的名字呼喚我》（Call Me By Your Name）。[9]
- 2018年8月，中國政府下令禁止2019年在香港舉辦MR GAY WORLD。

## 个案

### 殺害
- 1978年11月27日，美國，夏菲·米克（Harvey Milk），同性恋政治家（1930年–1978年）
- 1990年，James Zappalorti，同性恋越南老兵（1945年–1990年）
- 1993年，布兰登·蒂纳（Brandon Teena），跨性别男性（1972年–1993年）
- 1998年，马修·谢巴德（Matthew Shepard），同性恋学生，（1976年–1998年）
- 2002年，贝特朗·德拉诺埃（Bertrand Delanoë），同性恋政治家（2002年遭到未遂暗杀）
- 2002年，Gwen Araujo，变性者（1985年–2002年）
- 2000年9月22日。罗纳德·盖伊（Ronald Gay）进入维吉尼亚州羅阿諾克一家同性恋酒吧，对顾客开枪，導致丹尼·歐維史崔特（Danny Overstreet）死亡，6人受伤。罗纳德对他的姓所擁有的含义感到憤怒，并对他的三个儿子为此改了姓而感到困扰。他表示他是受到上帝的指示去找出並杀死同性恋者，并把自己形容成“为我的主服務的基督教战士”（Christian Soldier working for my Lord）。[10]
- 2016年8月20日,土耳其,Hande Kader土耳其從事性工作的跨性女運動人士[11]

### 毆打
- 田納西·威廉斯（Tennessee Williams）也是同性戀打壓的受害者，他在1979年7月於奇威斯特（Key West）被五個青少年毆打，不過並沒有受到什麼嚴重的傷害。這個事件是出因於當地有個基督教浸信會的牧師散佈了一份反同性戀宣傳報。有些人強烈批評他的報導過度誇張，不過這些報導絕大部分都只是針對威廉斯的性傾向來做攻擊。
- 2017年4月2日，荷蘭阿納姆（Arnhem），街頭2日有對男性同志情侶因為手牽手而遭路人痛毆。

同性戀打壓偶而也會發生在被認為是同性戀的異性戀身上。著名的案例有：
- 《週末夜現場》（Saturday Night Live）的喜劇演員諾曼·麥當勞在紐約市被兩個男人攻擊。他們認為他是同性戀者，因為他穿著光鮮亮麗、頭髮有型、身材高瘦，而且當時他正走在同性戀很喜歡去的格林尼治村。他因為這次的攻擊而造成了腦震盪。

還有很多關於同性戀打壓而未經證實的故事或都會傳奇，通常是說來表達某個觀點用的。比如說：
- 有個男人在美國愛荷華州的一間酒吧裡面被槍殺，因為他當時手裡正拿著一個女用皮包安靜地站在角落。然而，他其實是在幫他前去上廁所的妻子拿她的皮包。

## 外部連結
- Remembering our Dead - 一個紀念因跨性別而遭受暴力身亡者的網站